# Robert Gardner (Golfspieler)
Robert Gardner (Robert Abbe Gardner; * 9. April 1890 in Hinsdale, Illinois; † 21. Juni 1956 in Lake Forest, Illinois) war ein US-amerikanischer Golfer und Stabhochspringer.
1909 und 1915 siegte er bei den US-Amateurmeisterschaften im Golfen.
Am 1. Juni 1912 stellte er bei den IC4A-Meisterschaften in Philadelphia mit 3,985 m eine Weltbestleistung im Stabhochsprung auf.